# Amt Neustadt am Rübenberge

Karte des Amtes Neustadt am Rübenberge (um 1820)

Das Amt Neustadt am Rübenberge war ein historisches Verwaltungsgebiet des Fürstentums Calenberg, später des Königreichs Hannover bzw. der preußischen Provinz Hannover mit Sitz in Neustadt am Rübenberge.

## Geschichte
Der Amtssprengel wurde 1859 um die Gemeinden der aufgehobenen Ämter Ricklingen und Blumenau (ohne die Vogteien Limmer und Groß Munzel sowie die Gemeinden Lohnde und Gümmer) vergrößert. Die vier Gemeinden Klein Grindau, Nienhagen, Norddrebber und Suderbruch gingen zugleich an das Amt Ahlden über. 1885 wurde das Amt mit den bisher amtsfreien Städten Neustadt am Rübenberge und Wunstorf zum Landkreis Neustadt am Rübenberge zusammengeschlossen.

## Amtmänner
- 16. Jh.: Burchard Ludewig, Amtmann
- 1818–1822: Johann Friedrich Carl Christian von Stietencron, Oberhauptmann
- 1823–1836: Johann Friedrich Carl Gustav von Stietencron, Oberhauptmann
- 1837–1841: Johann Christian Friedrich Eisendecher, Oberamtmann
- 1842–1858: Georg Hilmer Friedrich Graf von Kielmansegge, Regierungsrat
- 1859–1867: Georg Leuer von Hinüber, Amtmann, ab 1860 Oberamtmann
- 1868–1878: Heinrich Christian Georg Ludwig Theodor Ribbentrop, Amtmann
- (1878) 1879–1885: Otto Karl Edmund von Schwarzkopf, Amtmann (1885–1889 Landrat des Kreises Neustadt am Rübenberge)